# Chelicopia arostrata
Chelicopia arostrata är en kräftdjursart som beskrevs av Louis S. Kornicker 1958. Chelicopia arostrata ingår i släktet Chelicopia och familjen Sarsiellidae. Inga underarter finns listade i Catalogue of Life.